# Eugenia Kubowska
Eugenia Kubowska, wcześniej Paulina Szwarcbard, ps. „Genka Szwarc” (ur. 27 stycznia 1902 w Warszawie, zm. 20 kwietnia 1959 tamże) – funkcjonariusz partyjny, członkini: KPP (1923–), WKP(b) (1929–1937), PPR (1945–1948), PZPR (1948–1959).

## Życiorys

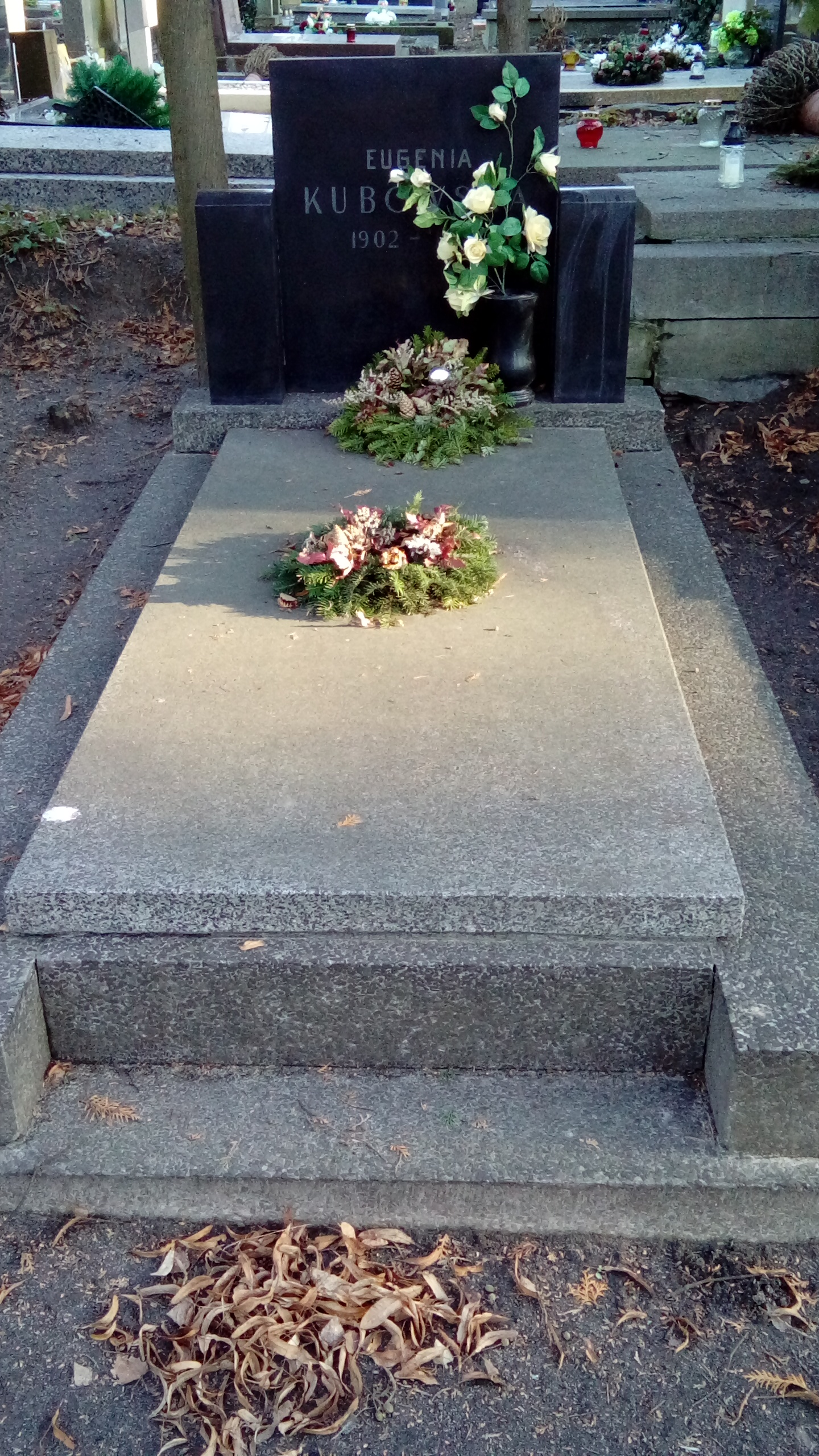
Grób Eugenii Kubowskiej na cmentarzu Wojskowym na Powązkach

Córka Henryka/Hersza. Studiowała w Akademii Wychowania Komunistycznego (Академия коммунистического воспитания) w Moskwie (1929–1932). Podjęła pracę zawodową jako nauczycielka ekonomii w szkole zawodowej w Moskwie (1932–1934), oraz zastępca naczelnika i redaktor w Wydziale Kobiecym „Politotdieł” (Политотдел) (1934–1937). W okresie 1937–1945 przebywała w obozie w Karagandzie. Po przyjeździe do kraju powierzono jej funkcję naczelnika wydziału w Ministerstwie Przemysłu i Handlu (1945–1947), oraz dyrektora finansowego w Robotniczej Spółdzielni Wydawniczej „Prasa” (1948–1949). W 1950 przeszła do aparatu centralnego PZPR, pełniąc nieprzerwanie przez prawie 10 lat (bez około 10 m-cy) funkcję kier. Biura Sekretariatu KC (1949–1954, 1954–1955, 1955–1956), oraz po zmianie nazwy – kier. Kancelarii Sekretariatu KC (1956–1959).  Należała do najbardziej zaufanych pracowników Bieruta, cieszyła się również zaufaniem kolejnych szefów partii: Ochaba i Gomułki. 
Pochowana z honorami w Alei Zasłużonych na cmentarzu Wojskowym na Powązkach w Warszawie (kwatera A23-tuje-12). W pogrzebie uczestniczyli m. in. członkowie Biura Politycznego Komitetu Centralnego PZPR Stefan Jędrychowski, Jerzy Morwawski, Edward Ochab i Roman Zambrowski. Przemówienia pożegnalne wygłosili Edmund Pszczółkowski i Janina Ignasiak-Minkowska.

## Ordery i odznaczenia
- Order Sztandaru Pracy I klasy (1954)[3]
- Złoty Krzyż Zasługi (22 lipca 1947)[4]